# Shuibatang (köpinghuvudort i Kina, Guizhou Sheng, lat 28,74, long 107,07)
Shuibatang (kinesiska: 水坝塘, 水坝塘镇) är en köpinghuvudort i Kina. Den ligger i provinsen Guizhou, i den sydvästra delen av landet, omkring 240 kilometer norr om provinshuvudstaden Guiyang. Antalet invånare är 16 494. Befolkningen består av 8 109 kvinnor och 8 385 män. Barn under 15 år utgör 26,0 %, vuxna 15-64 år 61 %, och äldre över 65 år 11,0 %.